# Bilradio
En bilradio eller en autoradio er en radiomodtager, som er beregnet til montering i en bil.
Normalt er bilradioen monteret løst i instrumentbrættet, men der findes også typer, som fremtræder som en integreret del af instrumentbrættet.
Bilradioen tilsluttes til bilens elektriske system ved hjælp af et standardiseret stik, som bilen er født med.
De fleste nye biler leveres i dag med standardmonteret bilradio.